# Oíche chiúin
Az Oiche chiúin a Csendes éj című karácsonyi dal ír nyelvű változata. Enya ír dalszerző és énekesnő több kiadványán is szerepel, és önálló kislemezként is megjelent. Több borítón a cím elgépelve, Oíche chiúnként szerepel.

## Változatok
A kislemez különböző kiadásai.
Mini CD kislemez (Japán)
1. Oíche chiúin
2. Orinoco Flow

CD kislemez (USA)
1. Oíche chiúin
2. Oriel Window
3. 'S Fagaim mo Bhaile

CD, kazetta kislemez (Ausztrália)
1. Oíche chiúin
2. How Can I Keep from Singing?
3. Eclipse

### Egyéb Enya-kiadványok, amin szerepel a dal
- Evening Falls… kislemez (1988)
- 6 Tracks EP (1989)
- How Can I Keep from Singing? kislemez (1991)
- The Celts kislemez (1992)
- The Christmas EP (1994)
- Only If… kislemez (1997)
- Only Time (Remix) kislemez egyes változatai (2001)
- Sounds of the Season EP (2006)
- And Winter Came… stúdióalbum (2008)